# نيو براينتري (ماساتشوستس)
نيو براينتري (بالإنجليزية: New Braintree, Massachusetts)‏ هي بلدة أمريكية تقع في الولايات المتحدة في مقاطعة ووستر (ماساتشوستس). يقدر عدد سكانها بـ 999 نسمة ومساحتها 54.0 كم2 وترتفع عن سطح البحر 288 متر.